# Trichomalopsis pappi
Trichomalopsis pappi är en stekelart som beskrevs av Kamijo 1983. Trichomalopsis pappi ingår i släktet Trichomalopsis och familjen puppglanssteklar. Inga underarter finns listade i Catalogue of Life.